# Steuben (Rebsorte)
Steuben ist eine Rotweinsorte. Sie wurde 1946 neu gezüchtet. Steuben ist eine Kreuzung zwischen Wayne und Sheridan. Es handelt sich dabei um eine überaus komplexe Züchtung, in der Gene der Wildreben Vitis labrusca und Vitis vinifera vorhanden sind.
Entwickelt wurde die Neuzüchtung an der Cornell University in Geneva (dem  New York State Agricultural Experiment Station, Department of Pomology and Viticulture, also das Rebenzüchtungs-Institut im Bundesstaat New York). Die Universität liegt am südlichen Ende des Cayuga Lake. Die Cornell University nutzte die Rebsorte als Kreuzungspartner weiterer Neuzüchtungen wie Corot Noir.
Benannt ist die Sorte nach Friedrich Wilhelm von Steuben, einem deutsch-amerikanischen General.
Steuben wird vorwiegend für die Produktion von Tafeltrauben und Traubensaft verwendet und liefert dabei bessere Ergebnisse als die populäre Concord. Der den amerikanischen Trauben eigene Fox-Ton ist nicht zu penetrant. Sie liefert auch Roséwein oder ein hell gekelterter Weißwein. Da es sich somit um eine Hybridrebe handelt, ist sie für Qualitätsweine gemäß EU-Bestimmungen nicht zugelassen. Bekannt sind Rebflächen in den amerikanischen Bundesstaaten New York (→ Weinbau in New York) und Virginia ( → Weinbau in Virginia). Die wuchskräftige Sorte ist sehr winterhart.
Synonym: NY 12696 und New York 12696
Abstammung: Wayne x Sheridan